# Gare de Naperville
La gare de Naperville est une gare ferroviaire des États-Unis située à Naperville dans l'État de l'Illinois.

## Histoire
La gare a été construite par le Chicago, Burlington and Quincy Railroad; Elle a été mise en service en 1910.

## Service des voyageurs

### Desserte
- Lignes d'Amtrak[1]:
  - Le California Zephyr: Emeryville - Chicago
  - L'Illinois Zephyr / Carl Sandburg: Quincy - Chicago
  - Le Southwest Chief: Los Angeles - Chicago
- METRA
  - BNSF Railway: Aurora - Chicago